# Sir Thomas Lipton Trophy
Il Sir Thomas Lipton Trophy è stata una competizione internazionale di calcio a cadenza biennale che si è tenuta a Torino nel 1909 e nel 1911, che prese il posto dell'antesignano Torneo Internazionale Stampa Sportiva. Questo torneo ed il suo predecessore vengono spesso considerati una sorta di prima "Coppa del Mondo" di calcio, anche per la presenza di alcune squadre non di club, ma formate da selezioni di calciatori.

## Formula

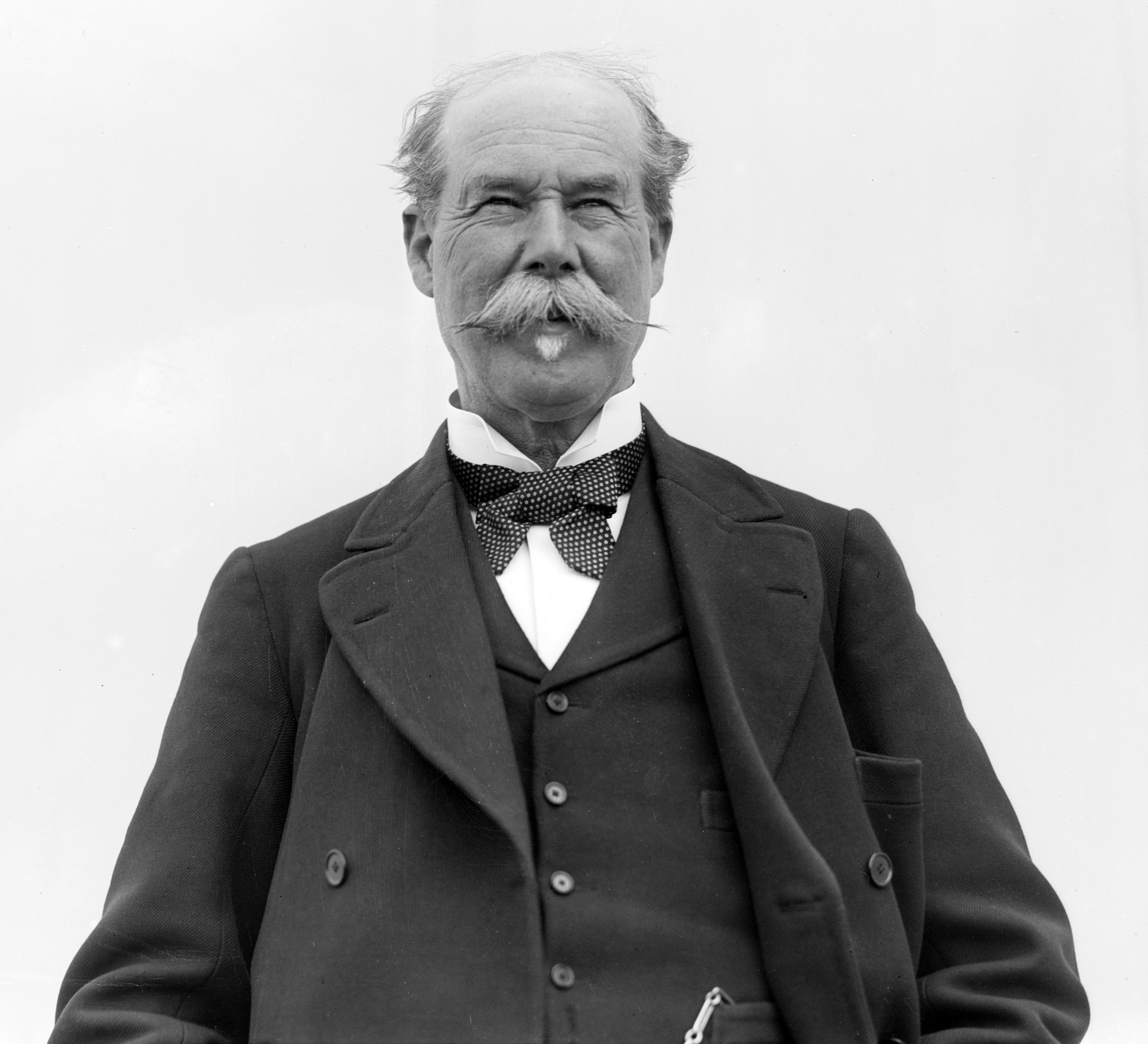
Sir Thomas Lipton

L'organizzazione scelse venissero rappresentate le tre nazioni più forti del panorama calcistico internazionale dell'epoca: Inghilterra, Svizzera e Germania, oltre all'Italia.
Per quanto concerne la Germania e la Svizzera, nella prima edizione vennero invitate le squadre in testa ai rispettivi campionati al momento delle convocazioni (primavera 1909). Per l'Italia, onde garantire maggiori possibilità di successo contro avversari dalla più lunga tradizione, si operò una selezione dei migliori giocatori in attività, tutti provenienti dalle file di Torino, Juventus e Piemonte, allora squadre dilettantistiche, embrione della Nazionale italiana che nascerà l'anno seguente. Durante lo svolgimento del torneo questa compagine sarà chiamata alternativamente "Italia" e "Torino". Fu invece misteriosa la scelta della squadra inglese: in seguito al rifiuto della Football Association di individuare un club, fu invitato per motivi mai chiariti un sodalizio dilettantistico, il West Auckland Town Football Club.
Nell'edizione 1911 venne chiamata nuovamente l'équipe campione in carica per quanto riguarda la partecipante svizzera, per l'Inghilterra ci fu la conferma della squadra detentrice del titolo, la Germania non venne più coinvolta nel torneo e per l'Italia furono direttamente invitate a partecipare Juventus e Torino.

## Storia

Il West Auckland Town in posa con il trofeo 1911

Il successo del Torneo Internazionale esercitò un fascino tale da spingere Thomas Lipton ad offrirsi di sovvenzionare personalmente una sua seconda edizione; gongolanti i giornali sportivi annunciarono, nel 1908, l'intenzione da parte del magnate scozzese di mettere in palio un premio da 2 000 lire.
All'imprenditore britannico si aggiunse poi il contributo del celebre aviatore padovano Leonino da Zara. L'organizzazione dell'evento rimase sempre appannaggio del giornale La Stampa Sportiva; il premio del "patrono" del torneo sarebbe toccato al suo vincitore, al secondo classificato invece quello di Leonino e al terzo quello messo in palio dal Comune di Torino.
Nell'edizione 1909, la selezione italiana (in campo con divisa bianca e fascia tricolore in vita) venne subito eliminata dagli svizzeri del Winterthur, mentre nell'altro incontro di semifinale la formazione inglese del West Auckland Town sconfisse i tedeschi dello Stuttgarter, prima di laurearsi campione battendo per 2-0 gli elvetici nell'incontro decisivo.
I britannici, i quali si autodefiniscono "Primi campioni del Mondo", vinsero anche l'edizione del 1911, in cui non venne coinvolto il calcio tedesco: Juventus e Torino, non più "unite" in una selezione, affrontarono rispettivamente gli svizzeri dello Zurigo e i campioni in carica.
Il torneo generò tali aspettative che per la prima volta vennero organizzati trasporti pubblici speciali per gli appassionati.
Gli inglesi sconfissero di misura (3-2) il Torino, quindi vinsero la finale per 6-1 contro la Juventus, la quale aveva eliminato lo Zurigo. Il successo garantì agli inglesi la conquista definitiva del trofeo commissionato da Litpon, ma esso verrà, nel 1994, rubato dalla sede sociale del club e mai più ritrovato.

## Risultati

### Edizione 1909

#### Semifinali
| Arbitro: | Henry Goodley |

|             |           |                           |
| Berardo 13’ | Marcatori | 25’ Lang 101’ (rig.) Lang |

| Arbitro: | Henry Goodley |

|                                      |           |  |
| Whittington 10’ Dickinson 88’ (rig.) | Marcatori |  |

#### Finale 3º posto
| Arbitro: | Meazza |

|                              |           |          |
| Debernardi 35’ Simonazzi 75’ | Marcatori | 15’ Kipp |

#### Finale 1º posto
| Arbitro: | Meazza |

|                                |           |  |
| Jones R. 6’ (rig.) Jones J. 8’ | Marcatori |  |

### Edizione 1911
I referti sono stati pubblicati nel 2016.

#### Semifinali
| Arbitro: | ? |

|                     |           |  |
| Borel ?’ Reynert ?’ | Marcatori |  |

| Arbitro: | Glaser |

|                     |           |                             |
| Capello ?’ Mason ?’ | Marcatori | ?’ Cassidy ?’ Dunn ?’ Moore |

#### Finale 3º posto
| Arbitro: | Sheuggle |

|                         |           |            |
| Capello 32’ Capello 48’ | Marcatori | 48’ Hasler |

#### Finale 1º posto
| Arbitro: | Meazza |

|              |           |                                                  |
| Corbelli 65’ | Marcatori | 3’, 9’ Cassidy 11’, 60’ Jones 14’ Dunn 50’ Moore |